# Phareicranaus parallelus
Phareicranaus parallelus is een hooiwagen uit de familie Cranaidae.